# 松原哲明
松原 哲明（まつばら てつみょう、1939年11月3日 - 2010年6月6日）は、東京府生まれの日本の臨済宗の僧侶。龍源寺・龍翔院・仏母寺住職。日本キルギス科学技術文化センター理事長。
父は松原泰道、義弟に元花園大学学長の細川景一。

## 略歴
- 1939年（昭和14年）、現在の東京都港区三田にある龍源寺に長男として生まれる
- 東京都立九段高等学校卒業
- 早稲田大学第一文学部国文学科卒業、ブリヂストン宣伝課入社
- ブリヂストン退社、龍沢寺僧堂掛塔、中川宋淵に師事
- 1974年、早稲田大学大学院東洋哲学専修修士課程修了
- 2010年6月6日、脳幹部脳出血のため遷化（死去）

## 書籍リスト
- 『かわかない心 - 菜根譚を読む』1-3（佼成出版社、1983年 - ）
- 『生き方に迷うとき禅が教えてくれること - 燃えて生きれば人生は開ける』（大和出版、1984年）
- 『生きぬく力となる言葉 - 心をゆたかにする「大智度論」八十の教え』（講談社、1984年）
- 『いのち輝け - 親と子の人生読本』（鈴木出版、1988年）
- 『おまえ、命がかわいそうじゃないか - 人生にも手本がある』（TKC出版、1995年）
- 『延命十句観音経を読む』（佼成出版社、1996年）
- 『一生一回いのち一個 - ビジネスマンへ!幸福のヒント39』（小学館、1999年）
- 『かわかない心の旅 - 般若心経に導かれて』（日本放送出版協会、2000年）
- 『こころ休まる禅の言葉』（河出書房新社、2009年）
- 『私の禅的生き方』（大和書房、2010年）

### 編書
- 『いかに生きるか』（東京新聞出版局、1979年）

### 監修書
- 『和尚さんたちのポジティブ生活術 -「今日」を変える50の仏教語』（藤原東演との共監修、現代禅研究会編著、チクマ秀版社、1999年）

### 論文
- CiNii>松原哲明

ほか、多数